# Broadcast to the World
Broadcast to the World é o sexto álbum de estúdio da banda Zebrahead, lançado em 11 de Julho de 2006. É o primeiro álbum da banda com o novo co-vocalista e guitarrista  Matty Lewis, que substituiu o ex-membro Justin Mauriello depois que este deixou o grupo no final de 2004.
| Críticas profissionais                                                      | Críticas profissionais |
| Avaliações da crítica                                                       | Avaliações da crítica  |
| Fonte                                                                       | Avaliação              |
| --------------------------------------------------------------------------- | ---------------------- |
| allmusic                                                                    | [ 2 ]                  |
| Esta tabela precisa de ser acompanhada por texto em prosa. Consulte o guia. |                        |

## Faixas
1. "Broadcast to the World" — 3:16
2. "Rated "U" for Ugly" — 3:01
3. "Anthem" — 3:33
4. "Enemy" — 2:56
5. "Back to Normal" — 3:40
6. "Postcards From Hell" — 2:45
7. "Karma Flavored Whisky" — 4:07
8. "Here's to You" — 3:07
9. "Wake Me Up" — 3:49
10. "Lobotomy for Dummies" — 2:36
11. "The Walking Dead" — 3:09
12. "Your New Boyfriend Wears Girl Pants" — 4:28

## Créditos
- Matty Lewis - Guitarra rítmica, vocal
- Ali Tabatabaee - Vocal
- Greg Bergdorf - Guitarra principal, Backing vocals
- Ben Osmundson - Baixo
- Ed Udhus - Bateria, percussão
- Jason Freese - Teclados, piano